# Bojna za specijalna djelovanja
Bojna za specijalna djelovanja (kratica BSD) je bila elitna postrojba oružanih snaga Republike Hrvatske u sastavu pristožernih postrojbi Glavnog stožera Oružanih snaga. Nastala je 8. rujna 2000., spajanjem djelatnika Središta za posebne borbene vještine iz Šepurina i 1. hrvatskog gardijskog zdruga. Bojna za specijalna djelovanja postojala je do prosinca 2014. godine, kada je u cilju reorganizacije i uspostavljanja nove strukture pokrenuto gašenje BSD-a i stvaranje Zapovjedništva specijalnih snaga.
Bojna je bila najelitnija postrojba Hrvatske vojske te jedna od najbolje obučenih i najbolje opremljenih postrojbi za specijalne operacije u širem državnom okruženju. Simbol postrojbe je zmija te su se pripadnici postrojbe često pogrešno nazivali kobrama, jer zmija koja se je nalazila na oznaci postrojbe bila je poskok, jedna od najopasnijih i najotrovnijih zmija koja se nalazi na području Europe i Hrvatske.  Bojna za specijalna djelovanja imala je središte u Vojarni "Drgomalj" u Delnicama.

## Povijest
Okosnicu Bojne za specijalna djelovanja činili su pripadnici hrvatske vojske koji su proizašli iz Domovinskog rata i koji su bili u sastavu specijalnih i izvidničkih postrojbi i gardijskih brigada. Izrasla je u najelitniju i najobučeniju postrojbu Hrvatske vojske, a njezini pripadnici osposobljeni su za operacije na kopnu, moru i u zraku, u svim vremenskim uvjetima i na svim terenima.
Među ostalim postrojba je bila specijalizirana za ubacivanje u neprijateljsku pozadinu i izvlačenje snaga iz neprijateljske pozadine zrakom, vodom i kopnom, antiteroristička djelovanja, pružanje pomoći u mogućim elementarnim nepogodama i nesrećama većih razmjera, sudjelovanje u međunarodnim vojnim operacijama, provedbu specijalnih djelovanja u vojnim i nevojnim operacijama poput traganja i spašavanja, izviđanja, prikupljanja i obrade obavještajnih podataka, izvođenja diverzantskih akcija u vodi, zraku i na kopnu, posebno na nepristupačnom terenu i drugim. 
Bojna za specijalna djelovanja je iz sastava pristožernih postrojbi HKoV-a prepozicionirana u pristožerne postrojbe GS OS RH čime je podignuta na stratešku razinu odlučivanja u svrhu poboljšavanja uvjeta njezine uporabe (skraćen je proces donošenja odluka smanjenjem jedne zapovjedne razine).
Od osnivanja postrojba je prošla kroz dva preustroja. Drugi je završio 2008. U sklopu njega, Bojna za specijalna djelovanja povećala se sa 150 pripadnika na 300. Svrha je preustroja bila spojiti sve specijalne postrojbe koje su djelovale unutar Oružanih snaga u jednu ustrojbenu cjelinu, tako da je BSD bila jedina specijalna postrojba u Hrvatskoj vojsci. Po novom ustroju, u sastav je ušla satnija antiterorističke vojne policije i satnija pomorskih diverzanata, tako da su u BSD-u zaokružene sve specijalnosti unutar Oružanih snaga. Postrojba je provodila niz obuka kao što su ronilačke, padobranske, alpinističke, snajperske, i to kako za svoje pripadnike tako i za pripadnike svih ostalih postrojbi Hrvatske vojske.
Bojna za specijalna djelovanja egzistirala je do prosinca 2014. godine, kada je u skladu s odredbama Dugoročnog plana razvoja OS RH za razdoblje 2015. do 2024. godine, te Odlukom Predsjednika Republike Hrvatske i vrhovnog zapovjednika Oružanih snaga, Odlukom ministra Obrane RH i Zapovijedi načelnika GS OS RH, pokrenuto gašenje BSD-a i stvaranje Zapovjedništva specijalnih snaga. Cilj preustrojavanja je stvaranje interoperabilnih, razmjestivih i spremnih snaga za specijalne operacije koje će biti sposobne odgovoriti svojim djelovanjem na trenutne i buduće sigurnosne izazove. Početkom veljače 2015. godine ustrojeno je Zapovjedništvo specijalnih snaga (skraćeno ZSS).

## Ustroj
- Zapovjedni vod - zadužen za osiguranje sustava veze, sanitet, opskrbu i transportno osiuranje
- 1. satnija za specijalna djelovanja - specijalizirana za provedbu zračnodesantnih operacija te zauzimanje i osiguranje zračnodesantne osnovice.
- 2. satnija za specijalna djelovanja - specijalizirana za provedbu operacija u brdsko-planinskom okružju te zimskim uvjetima. Nositelj provedbe obuke skijanja i alpinizma.
- 3. satnija za specijalna djelovanja - specijalizirana za provedbu amfibijsko-desantnih operacija na moru i unutrašnjim vodama. Nositelj provedbe obuke za borbenog plivača i ronioce.
- Satnija za gradsku i antiterorističku borbu - specijalizirana za gradsko i antiterorističko djelovanje. Posebno osposobljena za pripremu i provedbu antiterorističkih operacija (izravne akcije na objekte, rješavanje talačkih situacija) te osiguranju VIP osoba. Nastala je uklapanjem Antiterorističke jedinice Vojne policije (ATVP) u BSD.
- Satnija za vatrenu potporu - nositelj provedbe snajperske i minobacačke obuke. Daje izravnu vatrenu potporu ostalim cjelinama BSD[4]

## Selekcija
Na selekcijsku obuku dragovoljno dolaze pripadnici svih grana Oružanih snaga. Svi kandidati najprije prolaze psihološka testiranja i zdravstveni pregled, a nakon toga pristupaju motoričkim pripremama. Oni koji sve to zadovolje pristupaju selekcijskoj obuci koja se provodi u kampu na Udbini i traje 90 dana. Koji uspješno prođu obuku, raspoređuju se u specijalističke satnije: ronioce, padobrance, antiterorističku satniju, alpiniste ili u satniju za vatrenu potporu. Tek kad pristupe postrojbi započinje njihova prava specijalistička obuka, školovanje, i to kako u zemlji tako i u inozemstvu. Mladi ljudi koji se kandidiraju za obuku moraju biti najmanje dvije godine u sustavu Oružanih snaga. Na selekcijsku obuku u pravilu se javlja do osamdesetak ljudi. Negdje polovica zadovolji sve kriterije potrebne da mogu pristupiti selekcijskoj obuci, a od njih se u pravilu u postrojbu prima deset do dvanaest ljudi.

## Galerija
- BOV
- Pokazna vježba satnije za gradsko i antiterorističko djelovanje
- Pokazna vježba BSD-a i MUP-a
- Kanu
- Padobranci
- Vježba s helikopterom

## Poveznice
- 1. hrvatski gardijski zdrug
- Zapovjedništvo specijalnih snaga OSRH